# Settimana Internazionale di Coppi e Bartali 2016
La Settimana Internazionale di Coppi e Bartali 2016, trentunesima edizione della corsa e diciottesima con questa denominazione, valida come evento del circuito UCI Europe Tour 2016 e della Coppa Italia 2016, di categoria 2.1, si svolse in Emilia-Romagna su tre tappe più due semitappe dal 24 al 27 marzo 2016 da Gatteo a Pavullo nel Frignano, su un percorso totale di circa 599,5 km.
È stata vinta dal russo Sergej Firsanov, che ha concluso la corsa con il tempo complessivo di 14h14'58", alla velocità media di 42,07 km/h, davanti agli italiani Mauro Finetto e Gianni Moscon rispettivamente secondo e terzo.
Alla partenza di Gatteo 195 presero il via, dei quali 122 tagliarono il traguardo a Pavullo nel Frignano.

## Tappe
| Tappa  | Data     | Percorso                                    | km    | Vincitore di tappa | Leader cl. generale |
| ------ | -------- | ------------------------------------------- | ----- | ------------------ | ------------------- |
| 1ª-1ª  | 24 marzo | Gatteo > Gatteo                             | 95,9  | Manuel Belletti    | Manuel Belletti     |
| 1ª-2ª  | 24 marzo | Gatteo a Mare > Gatteo (cron. a squadre)    | 13,3  | Gazprom-RusVelo    | Artur Eršov         |
| 2ª     | 25 marzo | Riccione > Sogliano al Rubicone             | 154,7 | Sergej Firsanov    | Sergej Firsanov     |
| 3ª     | 26 marzo | Calderara di Reno > Calderara di Reno       | 172   | Jakub Mareczko     | Sergej Firsanov     |
| 4ª     | 27 marzo | Pavullo nel Frignano > Pavullo nel Frignano | 163,6 | Stefano Pirazzi    | Sergej Firsanov     |
| Totale | Totale   | Totale                                      | 599,5 |                    |                     |

## Squadre e corridori partecipanti
| N.      | Cod. | Squadra                     |
| ------- | ---- | --------------------------- |
| 1-8     | ITA  | Italia                      |
| 11-18   | SKY  | Team Sky                    |
| 21-28   | STH  | Southeast-Venezuela         |
| 31-38   | AND  | Androni Giocattoli-Sidermec |
| 41-48   | BAR  | Bardiani-CSF                |
| 51-58   | GAZ  | Gazprom-RusVelo             |
| 61-68   | NIP  | Nippo-Vini Fantini          |
| 71-78   | BCP  | Synergy Baku Project        |
| 81-88   | TSV  | Topsport Vlaanderen-Baloise |
| 92-98   | WGN  | Team Wiggins                |
| 101-108 | AZT  | D'Amico-Bottecchia          |
| 111-118 | CAT  | Cycling Academy Team        |
| 121-128 | GME  | GM Europa Ovini             |

| N.      | Cod. | Squadra                       |
| ------- | ---- | ----------------------------- |
| 131-138 | NOR  | Norda-MG.Kvis-Vega            |
| 141-148 | MKT  | Meridiana-Kamen Team          |
| 151-158 | UNI  | Unieuro-Wilier                |
| 161-168 | CJC  | Christina Jewelry Pro Cycling |
| 171-178 | TIR  | Tirol Cycling Team            |
| 181-188 | SKD  | Skydive Dubai-Al Ahli Club    |
| 191-198 | AMO  | Amore & Vita-Selle SMP        |
| 201-208 | ADR  | Adria Mobil                   |
| 211-218 | TTF  | Team Trefor                   |
| 221-228 | RLY  | Rally Cycling                 |
| 231-238 | KLS  | Kolss BDC Team                |
| 241-247 | DDC  | Dimension Data-Qhubeka        |

## Dettagli delle tappe

### 1ª tappa-1ª semitappa
- 24 marzo: Gatteo > Gatteo – 95,9 km

Risultati
| Pos. | Corridore       | Squadra      | Tempo    |
| ---- | --------------- | ------------ | -------- |
| 1    | Manuel Belletti | Southeast    | 2h14'17" |
| 2    | Matteo Pelucchi | Italia       | s.t.     |
| 3    | Mattia Gavazzi  | Amore & Vita | s.t.     |

| Pos. | Corridore       | Squadra      | Tempo    |
| ---- | --------------- | ------------ | -------- |
| 1    | Manuel Belletti | Southeast    | 2h14'11" |
| 2    | Matteo Pelucchi | Italia       | a 2"     |
| 3    | Mattia Gavazzi  | Amore & Vita | a 4"     |

### 1ª tappa-2ª semitappa
- 24 marzo: Gatteo a Mare > Gatteo – Cronometro a squadre – 13,3 km

Risultati
| Pos. | Squadra         | Tempo  |
| ---- | --------------- | ------ |
| 1    | Gazprom-RusVelo | 15'14" |
| 2    | Rally Cycling   | a 12"  |
| 3    | Unieuro-Wilier  | a 13"  |

| Pos. | Corridore      | Squadra | Tempo    |
| ---- | -------------- | ------- | -------- |
| 1    | Artur Eršov    | Gazprom | 2h29'34" |
| 2    | Artëm Ovečkin  | Gazprom | s.t.     |
| 3    | Davide Plebani | Unieuro | a 10"    |

### 2ª tappa
- 25 marzo: Riccione > Sogliano al Rubicone – 154,7 km

Risultati
| Pos. | Corridore       | Squadra | Tempo    |
| ---- | --------------- | ------- | -------- |
| 1    | Sergej Firsanov | Gazprom | 3h51'51" |
| 2    | Mauro Finetto   | Unieuro | a 15"    |
| 3    | Gianni Moscon   | Sky     | a 17"    |

| Pos. | Corridore       | Squadra | Tempo    |
| ---- | --------------- | ------- | -------- |
| 1    | Sergej Firsanov | Gazprom | 6h21'40" |
| 2    | Mauro Finetto   | Unieuro | a 7"     |
| 3    | Gianni Moscon   | Sky     | a 19"    |

### 3ª tappa
- 26 marzo: Calderara di Reno > Crevalcore – 172 km

Risultati
| Pos. | Corridore          | Squadra      | Tempo    |
| ---- | ------------------ | ------------ | -------- |
| 1    | Jakub Mareczko     | Southeast    | 3h34'00" |
| 2    | Mattia Gavazzi     | Amore & Vita | s.t.     |
| 3    | Ioannis Tamouridis | Synergy Baku | s.t.     |

| Pos. | Corridore       | Squadra | Tempo    |
| ---- | --------------- | ------- | -------- |
| 1    | Sergej Firsanov | Gazprom | 9h55'40" |
| 2    | Mauro Finetto   | Unieuro | a 7"     |
| 3    | Gianni Moscon   | Sky     | a 19"    |

### 4ª tappa
- 27 marzo: Pavullo nel Frignano > Pavullo nel Frignano – 163,6 km

Risultati
| Pos. | Corridore          | Squadra      | Tempo    |
| ---- | ------------------ | ------------ | -------- |
| 1    | Stefano Pirazzi    | Bardiani-CSF | 4h19'01" |
| 2    | Clemens Fankhauser | Tirol        | a 16"    |
| 3    | Mauro Finetto      | Unieuro      | a 17"    |

| Pos. | Corridore       | Squadra | Tempo     |
| ---- | --------------- | ------- | --------- |
| 1    | Sergej Firsanov | Gazprom | 14h14'58" |
| 2    | Mauro Finetto   | Unieuro | a 3"      |
| 3    | Gianni Moscon   | Sky     | a 19"     |

## Evoluzione delle classifiche
| Tappa              | Vincitore          | Classifica generale Maglia rossa | Classifica a punti Maglia bianca | Classifica scalatori Maglia verde | Classifica giovani Maglia arancio | Classifica a squadre |
| ------------------ | ------------------ | -------------------------------- | -------------------------------- | --------------------------------- | --------------------------------- | -------------------- |
| 1ª-1ª              | Manuel Belletti    | Manuel Belletti                  | Manuel Belletti                  | Vitaliy Buts                      | Davide Plebani                    | Southeast-Venezuela  |
| 1ª-2ª              | Gazprom-RusVelo    | Artur Eršov                      | Manuel Belletti                  | Vitaliy Buts                      | Davide Plebani                    | Gazprom-RusVelo      |
| 2ª                 | Sergej Firsanov    | Sergej Firsanov                  | Sergej Firsanov                  | Kirill Pozdnjakov                 | Domen Novak                       | Team Sky             |
| 3ª                 | Jakub Mareczko     | Sergej Firsanov                  | Mattia Gavazzi                   | Kirill Pozdnjakov                 | Domen Novak                       | Team Sky             |
| 4ª                 | Stefano Pirazzi    | Sergej Firsanov                  | Mauro Finetto                    | Sergej Firsanov                   | Egan Bernal                       | Team Sky             |
| Classifiche finali | Classifiche finali | Sergej Firsanov                  | Mauro Finetto                    | Sergej Firsanov                   | Egan Bernal                       | Team Sky             |

## Classifiche finali

### Classifica generale
| Pos. | Corridore         | Squadra      | Tempo     |
| ---- | ----------------- | ------------ | --------- |
| 1    | Sergej Firsanov   | Gazprom      | 14h14'58" |
| 2    | Mauro Finetto     | Unieuro      | a 3"      |
| 3    | Gianni Moscon     | Sky          | a 19"     |
| 4    | Stefano Pirazzi   | Bardiani-CSF | a 21"     |
| 5    | Sebastián Henao   | Sky          | a 34"     |
| 6    | Giulio Ciccone    | Bardiani-CSF | a 38"     |
| 7    | Matteo Busato     | Southeast    | a 41"     |
| 8    | Rinaldo Nocentini | Italia       | a 45"     |
| 9    | Eliot Lietaer     | Topsport Vl. | a 49"     |
| 10   | Rodolfo Torres    | Androni      | a 54"     |

### Classifica a punti
| Pos. | Corridore          | Squadra      | Punti |
| ---- | ------------------ | ------------ | ----- |
| 1    | Mauro Finetto      | Unieuro      | 14    |
| 2    | Sergej Firsanov    | Gazprom      | 12    |
| 3    | Gianni Moscon      | Sky          | 11    |
| 4    | Stefano Pirazzi    | Bardiani-CSF | 10    |
| 5    | Clemens Fankhauser | Tirol        | 8     |

### Classifica scalatori
| Pos. | Corridore         | Squadra   | Punti |
| ---- | ----------------- | --------- | ----- |
| 1    | Sergej Firsanov   | Gazprom   | 29    |
| 2    | Kirill Pozdnjakov | Synergy   | 18    |
| 3    | Vitalij Buc       | Kolss BDC | 15    |
| 4    | Daniel Pearson    | Wiggins   | 12    |
| 5    | Egan Bernal       | Androni   | 10    |

### Classifica giovani
| Pos. | Corridore          | Squadra     | Tempo     |
| ---- | ------------------ | ----------- | --------- |
| 1    | Egan Bernal        | Androni     | 14h16'42" |
| 2    | Domen Novak        | Adria Mobil | a 4"      |
| 3    | Daniel Martínez    | Southeast   | a 1'23"   |
| 4    | Scott Davies       | Wiggins     | a 1'24"   |
| 5    | Cristian Rodríguez | Southeast   | a 5'09"   |

### Classifica a squadre
| Pos. | Squadra                     | Tempo     |
| ---- | --------------------------- | --------- |
| 1    | Team Sky                    | 42h31'08" |
| 2    | Bardiani-CSF                | a 2'41"   |
| 3    | Androni Giocattoli-Sidermec | a 5'10"   |
| 4    | Southeast-Venezuela         | a 7'38"   |
| 5    | Adria Mobil                 | a 9'21"   |